# بنیاد میراث ایران
بنیاد میراث ایران یک مؤسسهٔ خیریهٔ بریتانیایی غیر سیاسی با هدف ترویج و حفظ تاریخ، زبان‌ها و فرهنگ‌های ایران و جهان ایرانی است.
هدف‌های این بنیاد با یک سازماندهی در گسترهٔ جهانی، فعالیت‌های فرهنگی و شایستگی‌های پژوهشی گوناگون را پیگیری می‌کند. برنامه‌های بنیاد میراث ایران (اختصاری IHF) شامل تحقیقات دانشگاهی، انتشار تحقیقات و دادن کمک‌های مالی در دانشگاه‌های مطرح همانند دانشگاه آکسفورد، دانشگاه کمبریج، دانشگاه سنت‌اندروز و دانشگاه اکستر و در موزه‌های بریتانیا و دیگر کشورها است. اخیراً این بنیاد برنامه‌های مشارکت سازمانی ای با پست‌های پشتیبانی شده در دانشگاه‌های کمبریج، دانشگاه ادینبرو و سنت‌اندروز و در موزه ویکتوریا و آلبرت و گالری‌های نگارخانه هنر فریر (به انگلیسی: Freer Gallery of Art) و آرتور سکلر و مؤسسه اسمیتسونین (به انگلیسی: Smithsonian) برگزار می‌کند.

در سال ۲۰۰۹، بنیاد میراث ایران در ارتباط با نشستی با می‌وزیم عباس اول ایران را افتتاح کرد: بازسازی نمایشگاه ایران در لندن. وحید علاقبند، مدیر عامل بنیاد میراث ایران و اعضای بالی گروپ، نوشتند:

شاه عباس برجسته ترین حاکم سلسله صفوی در ایران بود، کسی که با موفقیت نظامی خود و سیستم اداری موثرش، ایران را تا موقعیت یک ابرقدرت بالا کشید. وقتی که او مرد، سلطنتش از رود دجله تا سند گسترش یافت. از طریق تجارت و دیپلماسی روابط معتدل با اروپا را رشد داد و از دیپلمات‌های اروپایی استقبال کرد، در مدتی که آغاز دوران طلایی برای هنر ایرانی بود. شاه عباس کارهای زیبای هنری، و معماری‌های باشکوه را رواج و بناهای تاریخی اصلی را در سراسر کشور بازسازی کرد. امروزه، میراث او بر بناهای باشکوه اصفهان، و از طریق هدایای مجلل او در بسیاری از مقبره‌های مقدس ایرانی مؤثر هستند.